# Bücherwürmer
Die Bücherwürmer waren ein Amateur-Kabarett aus Potsdam in Brandenburg.

## Geschichte
Die Bücherwürmer entstanden 1974 als Schülerkabarett des Biblioclubs der Jugend an der Wissenschaftlichen Allgemeinbibliothek des Bezirks Potsdam. Das von Ronald Gohr und Konstanze Langer gegründete Ensemble startete zu DDR-Zeiten 1974 mit dem Programm Das sind wir – Szenen eines Klublebens. Das Kabarett, das „mit respektlosem Augenzwinkern manches über die Rampe brachte, was andere nicht mal zu denken wagten“, trat auch in Klubs und Kulturhäusern des Bezirkes Potsdam auf. Mit dem Programm Potstausend – Wir sind höhepünktlich! läutete das Ensemble 1988 die Vorfeierlichkeiten zum 1000-jährigen Jubiläum der Gründung Potsdams ein. In „spöttischen Sketche[n]“ nahmen die Bücherwürmer den städtebaulichen Zustand in der Innenstadt und in den Neubauvierteln am Stadtrand aufs Korn. Kurz vor der Wende kam 1989 das Potsdamer Polit-Püree zur Aufführung.
Auch nach der Wende präsentierten die Bücherwürmer politisches Kabarett. Die ersten Programme trugen die Titel Auf den Bund gekommen – Eine Show der Illusionen (1990) oder Schwarz wie die Macht (1993). Zum 30-jährigen Jubiläum spielte das „hervorgeragte Volkskunstkollektiv“ laut den Potsdamer Neuesten Nachrichten „glaubhaft, unmittelbar, sogar frech“.